# Antena Aragón
|  | No s'ha de confondre amb Aragón TV. |

Antena Aragón va ser un canal de televisió local de Saragossa. L'accionista majoritari en la seva etapa final va ser la Caja de Ahorros de la Inmaculada.

## Història
Antena Aragón va ser fundada el 1998. Després d'una breu etapa inicial en la qual es va presentar amb els noms de Zaravisión i, poc després, Aravisión, es va convertir en el canal no estatal de referència a l'Aragó, adquirint tanta popularitat que a la pròpia televisió autonòmica d'Aragó, Aragón Televisión, la gent encara l'anomena a vegades Antena Aragón. Al llarg de la seva història, es va presentar amb els eslògans "La televisión de Aragón", "Cerca de ti" i "Estés donde estés", entre d'altres.
Durant els primers anys, la seva cobertura es va centrar en Saragossa i Osca, les seves respectives àrees metropolitanes i altres localitats properes, i va arribar a programar durant diverses temporades un informatiu en desconnexió per a la província oscense. Al setembre del 2003, amb motiu de l'ampliació de la seva cobertura a pràcticament tot l'Aragó, va presentar una programació més ambiciosa, amb major presència de la informació en directe i la retransmissió dels partits de bàsquet del CAI Zaragoza fora de casa en la lliga LEB.
L'any 2005, després de la creació de la televisió autonòmica, Antena Aragón es va veure obligada a deixar les instal·lacions públiques que ocupava (l'anomenat CPA, Centro de Producción Audiovisual del Actur), ja que anaven a passar a mans de la CARTV, la qual cosa va provocar la seva fusió amb la televisió local RTVA (Radio Televisión Aragonesa, propietat del periòdic Heraldo), fundant així Zaragoza TV, cadena local que va cessar les seves emissions a l'estiu del 2016.

## Curiositats
- En aquest canal, Antena Aragón, es van donar a conèixer els presentadors Luis Larrodera i Javier Coronas, conductors del programa d'entrevistes ¡Que viene el Lobo! produït per Lobomedia.
- La major quota d'audiència es va obtenir amb la retransmissió d'un partit de la lliga LEB (Segona Divisió A de Bàsquet Masculí d'Espanya) entre l'Orense i el Basket Zaragoza 2002.
- Va ser el primer canal local d'Aragó a utilitzar teletext.